# Isidotus incanus
Isidotus incanus là một loài ruồi trong họ Tachinidae.